# 寝屋川村
寝屋川村（ねやがわむら）は、大阪府北河内郡にあった村。現在の寝屋川市の南部、寝屋川の左岸にあたる。

## 地理
- 河川：寝屋川

## 歴史
- 1889年（明治22年）4月1日 - 町村制の施行により、讃良郡萱島流作新田・木田村・堀溝村・河北村の区域をもって発足。
- 1896年（明治29年）4月1日 - 所属郡が北河内郡に変更。
- 1943年（昭和18年）4月1日 - 友呂岐村・九個荘町・豊野村と合併して寝屋川町が発足。同日寝屋川村廃止。

## 交通

### 鉄道路線
- 京阪電気鉄道
  - 京阪本線
    - 萱島駅 - 寝屋川駅（現・寝屋川市駅）

ただし、寝屋川市駅の現所在地（1963年移転）は友呂岐村の旧村域となる。

### 道路
現在は旧村域に第二京阪道路の寝屋川南インターチェンジが所在するが、当時は未開通。

## 名所・旧跡・観光スポット・祭事・催事
- 萱島神社